# Partido Democrático (Turquia)
O Partido Democrático (em turco:  Demokrat Parti; sigla: DP) é um partido político de centro-direita conservador da Turquia, fundado em 1983 com o nome de Partido da Via Justa (Doğru Yol Partisi; DYP) por Süleyman Demirel. É o sucessor do partido anterior homónimo e do Partido da Justiça (Adalet Partisi; AP), dois partidos com ideologias semelhantes que foram ilegalizados após os golpes militares de, respetivamente, 27 de maio de 1960 e de 12 de setembro de 1980. O nome atual foi adotado em maio de 2007. Em novembro de 2009 o Partido da Pátria (Anavatan Partisi; ANAP) fundiu-se com o Partido Democrático.
O Partido da Via Justa esteve à frente de quatro governos. Um desses governos foi chefiado por Demirel e os outros três pela primeira primeira-ministra da Turquia, Tansu Çiller. Atualmente (2010), o partido não tem qualquer deputado no parlamento turco, tendo obtido 1 898 873 votos (5,42%) nas eleições legislativas de 2007. Segundo os analistas, grande parte dos anteriores votantes no partido passaram a votar no Partido da Justiça e Desenvolvimento (Adalet ve Kalkınma Partisi, AKP), que está no poder desde 2002.
Em 5 de maio de 2007 foi anunciada a fusão do DYP e do ANAP, tendo então o nome do Partido da Via Justa mudado para Partido Democrático. No entanto, pouco antes das eleições a fusão foi abortada, apesar do ANAP não concorrer às eleições. Após as eleições de 2007, Mehmet Ağar demitiu-se da liderança do partido, sendo substituído por Süleyman Soylu, que por sua vez seria substituído em maio de 2009 por Hüsamettin Cindoruk.

## Contexto
O DP é considerado um partido de centro-direita, conservador e kemalista. Por vezes é comparado ao Partido da Justiça e Desenvolvimento (AKP) por ter estruturas conservadoras semelhantes, apesar dos dois partidos terem origens consideravelmente diferentes. A história do DP remonta ao partido histórico homónimo, fundado em 1946, aquando da introdução do pluripartidarismo na Turquia, enquanto que o AKP foi fundado pela antiga ala moderada do Partido da Virtude (Fazilet Partisi; FP), de matiz islamista, declarado inconstitucional e desmantelado em junho de 2001.
O logotipo do DYP, um cavalo branco em fundo vermelho, derivava da corruptela popular do nome do partido anterior — a palavra demokrat era de difícil pronúncia para os eleitores rurais, os quais achavam mais fácil pronunciar "demir kır at" (ferro, cavalo branco). Após a mudança de nome em 2007 para o nome do partido de 1946, foi acrescentada um mapa da Turquia atrás do cavalo branco.

## História

### Primeiro Partido Democrático (1946-1960)
O predecessor homónimo do atual DP foi um partido conservador responsável por relaxar as estritas leis do secularismo impulsionadas por Atatürk. Quando se deu o golpe militar, o DP estava no governo, tendo como primeiro-ministro Adnan Menderes, que foi deposto e executado por enforcamento. O DP foi ilegalizado pela novo regime, mas no ano seguinte os seus antigos membros formaram pelo menos dois partidos, o Partido Nova Turquia (Yeni Türkiye Partisi) e o Partido da Justiça (Adalet Partisi, AP).

### Partido da Justiça (1961-1980)
O Partido da Justiça, fundado pelo general Ragıp Gümüşpala, conseguiu recuperar a maior parte das estruturas do DP, principalmente nas regiões ocidentais, embora no início o primeiro tenha sido mais bem sucedido na mesma tarefa nas regiões orientais.
O AP esteve no governo, sozinho ou em coligação, durante a maior parte das décadas de 1960 e 1970. Em 26 de março de 1971, o governo do AP chefiado por Süleyman Demirel foi ameaçado pelos militares e forçado a demitir-se. Em  1980, os militares foram mais longe, levando a cabo um novo golpe, desta vez não palaciano, no qual foi deposto o governo, igualmente chefiado por Demirel, e suprimindo todos os partidos.

### Partido da Via Justa (1983-2007)
Em 1983 Demirel fundou o Partido da Via Justa (Doğru Yol Partisi, DYP), com um programa mais laico que o seu antecessor. Apesar disso, o DYP foi declarado ilegal e os seus membros foram perseguidos. Finalmente, em 1987, depois do clima político ter acalmado, o DYP foi legalizado e rapidamente ganhou grande sucesso. Nas eleições gerais de 1991, o DYP derrotou o Partido da Pátria (Anavatan Partisi, ANAP) e o Partido Social Democrata Populista (Sosyaldemokrat Halkçı Parti, SHP). Süleyman Demirel foi nomeado primeiro-ministro de um governo de coligação entre o DYP e o SHP. Demirel foi eleito presidente da república em 1993, sendo substituído na liderança do partido por Tansu Çiller, a primeira primeira-ministra da Turquia.
Em 1995 a coligação entre o DYP e o SHP desmorou-se, fazendo cair o governo. O SHP tinha-se entretanto fundido no Partido Republicano do Povo (Cumhuriyet Halk Partisi, CHP), o rival histórico do DP. Nas eleições de dezembro desse ano a vitória foi do Partido do Bem-estar (Refah Partisi, RP), de cariz islamista, que obteve 158 deputados e 21,4% dos votos, tendo o DYP ficado em terceiro em número de votos (19,2%) e em segundo em número de deputados (135). O ANAP obteve 19,7% dos votos e 132 deputados. Tansu Çiller foi novamente primeira-ministra à frente de uma coligação com o ANAP, liderado por Mesut Yılmaz. Em junho de 1996, o DYP acabou com a aliança com o ANAP e coligou-se com o RP para formar o primeiro governo islamista da Turquia, tendo como primeiro-ministro o líder do RP, Necmettin Erbakan.
Em 1997, num "golpe silencioso", os militares forçaram a queda do governo RP-DYP. Entretanto a popularidade do DYP tinha sofrido muito com os efeitos na opinião pública do "caso Susurluk, que envolveu relações pouco entre o crime organizado ligado ao tráfico de drogas, o governo e as forças armadas, a pretexto de operações secretas de contra a guerrilha dos separatistas Partido dos Trabalhadores do Curdistão (PKK). O DYP integrarou outro governo de coligação com o ANAP chefiado por Mesut Yılmaz. Esta coligação conservadora desfez-se em 1998.[carece de fontes?] No mesmo ano, o DYP fomentou o adesão de elementos dos serviços de informação da polícia., o que danificou ainda mais a reputação já débil do partido.[carece de fontes?]
O ANAP continuou no governo após a queda da coligação com o apoio do Partido da Esquerda Democrática (Demokratik Sol Parti, DSP), enquanto que o DYP se juntou ao Partido da Virtude na oposição.
Nas eleições de novembro de 2002 o DYP obteve 9,54% dos votos, ligeiramente abaixo do minímo de 10% a que a lei turca obriga para que haja representação parlamentar. No entanto, em novembro de 2004, o partido tinha quatro deputados dissidentes de outros partidos. Tansu Çiller demitiu-se da liderança após a derrota de 2002, tendo sido substituída por Mehmet Ağar, um antigo membro da polícia e um dos principais envolvidos no caso Susurluk.

## Resultados eleitorais

### Eleições legislativas
| Data    | CI.                         | Votos                       | %                           | +/-                         | Deputados | +/-     | Status            |
| ------- | --------------------------- | --------------------------- | --------------------------- | --------------------------- | --------- | ------- | ----------------- |
| 1946    | 2.º                         | N/D                         | 13,3 / 100,0                |                             | 64 / 465  |         | Oposição          |
| 1950    | 1.º                         | 4 241 393                   | 53,3 / 100,0                | 40,0                        | 408 / 487 | 344     | Governo           |
| 1954    | 1.º                         | 5 151 550                   | 57,6 / 100,0                | 4,3                         | 490 / 535 | 82      | Governo           |
| 1957    | 1.º                         | 4 372 621                   | 47,9 / 100,0                | 9,7                         | 424 / 602 | 76      | Governo           |
| 1961    | 2.º                         | 3 527 435                   | 34,8 / 100,0                | 13,1                        | 158 / 450 | 266     | Oposição          |
| 1965    | 1.º                         | 4 921 235                   | 52,9 / 100,0                | 18,1                        | 240 / 450 | 82      | Governo           |
| 1969    | 1.º                         | 4 229 712                   | 46,5 / 100,0                | 6,4                         | 256 / 450 | 16      | Governo           |
| 1973    | 2.º                         | 3 197 897                   | 29,8 / 100,0                | 16,7                        | 149 / 450 | 107     | Oposição          |
| 1977    | 2.º                         | 5 468 202                   | 36,9 / 100,0                | 7,1                         | 189 / 450 | 40      | Oposição          |
| 1983    | Banido                      | Banido                      | Banido                      | Banido                      | Banido    | Banido  | Banido            |
| 1987    | 3.º                         | 4 587 062                   | 19,1 / 100,0                |                             | 59 / 450  |         | Oposição          |
| 1991    | 1.º                         | 6 600 726                   | 27,0 / 100,0                | 7,9                         | 178 / 450 | 119     | Governo           |
| 1995    | 3.º                         | 5 396 009                   | 19,2 / 100,0                | 7,8                         | 135 / 550 | 43      | Governo           |
| 1999    | 5.º                         | 3 745 417                   | 12,0 / 100,0                | 7,2                         | 85 / 550  | 50      | Oposição          |
| 2002    | 3.º                         | 3 008 942                   | 9,5 / 100,0                 | 3,5                         | 0 / 550   | 85      | Extra-parlamentar |
| 2007    | 4.º                         | 1 898 873                   | 5,4 / 100,0                 | 4,1                         | 0 / 550   | Estável | Extra-parlamentar |
| 2011    | 7.º                         | 279 480                     | 0,7 / 100,0                 | 4,7                         | 0 / 550   | Estável | Extra-parlamentar |
| 06/2015 | 9.º                         | 75 784                      | 0,2 / 100,0                 | 0,5                         | 0 / 550   | Estável | Extra-parlamentar |
| 11/2015 | 10.º                        | 69 319                      | 0,1 / 100,0                 | 0,1                         | 0 / 550   | Estável | Extra-parlamentar |
| 2018    | Partido İyi                 | Partido İyi                 | Partido İyi                 | Partido İyi                 | 1 / 600   | 1       | Oposição          |
| 2023    | Partido Republicano do Povo | Partido Republicano do Povo | Partido Republicano do Povo | Partido Republicano do Povo | 3 / 600   | 2       | Oposição          |

### Eleições presidenciais
| Data | Candidato apoiado    | 1.ª Volta | 1.ª Volta  | 1.ª Volta    | 2.ª Volta | 2.ª Volta | 2.ª Volta |
| Data | Candidato apoiado    | CI.       | Votos      | %            | CI.       | Votos     | %         |
| ---- | -------------------- | --------- | ---------- | ------------ | --------- | --------- | --------- |
| 2014 | Ekmeleddin İhsanoğlu | 2.º       | 15 587 720 | 38,4 / 100,0 |           |           |           |
| 2018 | Meral Akşener        | 4.º       | 3 649 030  | 7,3 / 100,0  |           |           |           |